# Isar-Amperwerke
Die Isar-Amperwerke AG war ein regionales Energieversorgungsunternehmen, das weite Teile Oberbayerns außerhalb der Landeshauptstadt München mit elektrischer Energie versorgte. Am 28. November 2001 nahm das Unternehmen die vier anderen bayerischen Regionalversorger Energieversorgung Oberfranken AG, OBAG AG, Überlandwerk Unterfranken AG, Großkraftwerk Franken AG auf und firmierte in E.ON Bayern um. Diese heißt seit Juli 2013 Bayernwerk AG.

## Isarwerke GmbH
In den Jahren 1889–1894 wurde an der Isar von dem Münchner Bau- und Immobilienunternehmer Jakob Heilmann in Zusammenarbeit mit dem befreundeten Bankier Wilhelm von Finck, Mitinhaber des Bankhauses Merck Finck & Co, und Johannes Kaempf, Vorstandsmitglied der Bank für Handel und Industrie, der späteren Danat-Bank, das achte deutsche Drehstrom-Kraftwerk „Zentrale I“ erbaut, das später Wasserkraftwerk Höllriegelskreuth genannt wurde und bis 1940 in Betrieb blieb, als es durch einen Neubau ersetzt wurde.
Nachdem die Stadt München kein Interesse an diesem Projekt gezeigt hatte, gründeten Jakob Heilmann, Wilhelm von Finck und die Darmstädter Bank für Handel und Industrie am 31. Oktober 1894 mit einem Stammkapital von 2 Millionen Goldmark die Isarwerke GmbH, die den Betrieb des Kraftwerks übernahm. Die Isarwerke GmbH war somit das erste regionale Elektrizitätsversorgungsunternehmen in Deutschland. Zur Abnahme der Elektrizität entwickelte Heilmann das Industriegebiet Obersendling.
1904 wurde bereits das zweite Isarkraftwerk, „Zentrale II“ bei Pullach, in Betrieb genommen, das heute Wasserkraftwerk Pullach genannt wird.
Die Teilnahme am operativen Geschäft endete für die Isarwerke GmbH 1955, als sie dieses zunächst auf die Isarwerke AG übertrug, die es wiederum in die neu gegründete Isar-Amperwerke AG einbrachte. Fortan hielten die drei Familienstämme August und Wilhelm von Finck und Wilhelm Winterstein (Bankhaus Merck Finck & Co) zusammen etwa 90 Prozent der Anteile an einer GmbH, die als Holdinggesellschaft der Isar-Amperwerke auftrat und auch Betreiber des Kernkraftwerks Isar war. Im September 1994 wurde die Isar-Amperwerke GmbH von der Bayernwerk AG, die damals zur VIAG-Gruppe gehörte, übernommen. Finanzanalysten schätzten den Wert auf weit über eine Milliarde Mark.

## Isarwerke AG

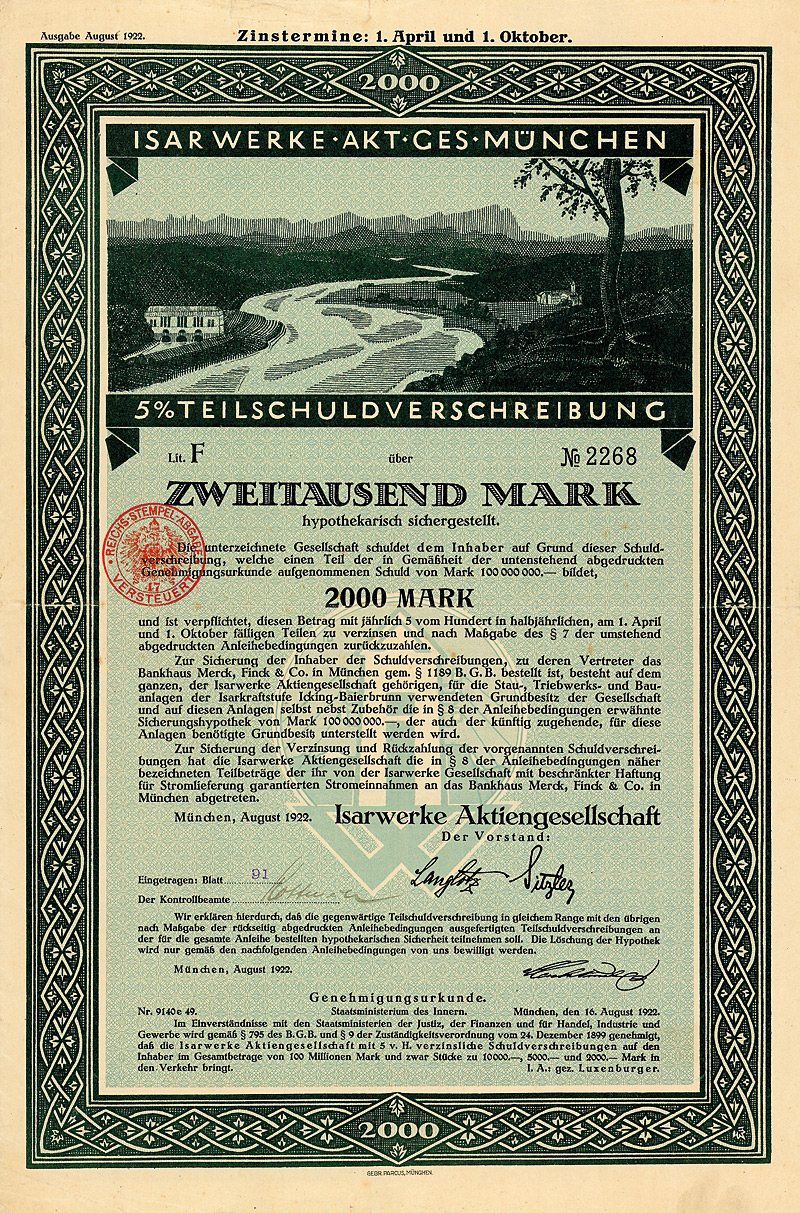
Teilschuldverschreibung über 2000 Mark der Isarwerke AG vom August 1922

1921 gründeten zum Zwecke des Betriebes des damals „Zentrale III“ genannten Wasserkraftwerks Mühltal bei Schäftlarn die Hauptgesellschafter der Isarwerke GmbH, Jakob Heilmann, das Bankhaus Merck Finck & Co und Georg von Simson, Gesellschafter der Danat-Bank – Darmstädter und Nationalbank, die Isarwerke AG.

## Amperwerke Elektrizitäts-AG

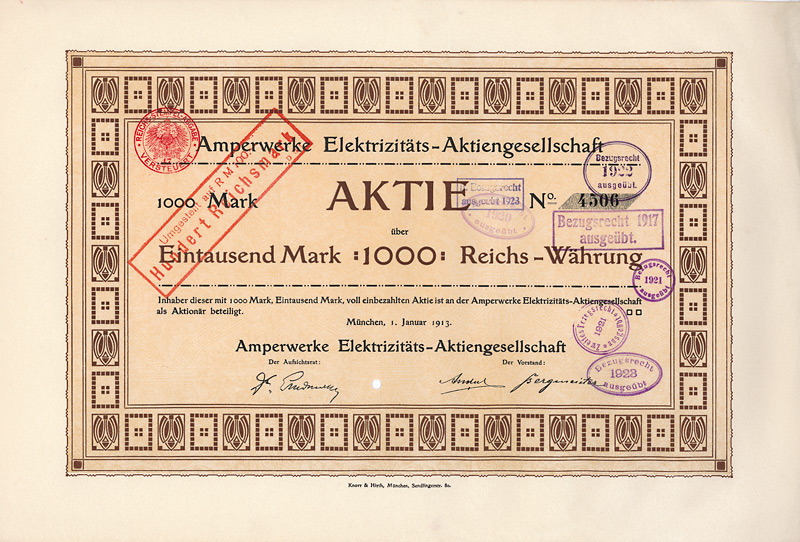
Aktie über 1000 Mark der Amperwerke Elektrizitäts-AG vom 1. Januar 1913

Die Amperwerke wurden mit der Übernahme der Oberbayerischen Überlandzentrale (OBÜZ) 1932 zum größten oberbayerischen Stromversorgungsunternehmen, noch vor den Isarwerken.

## Isar-Amperwerke AG

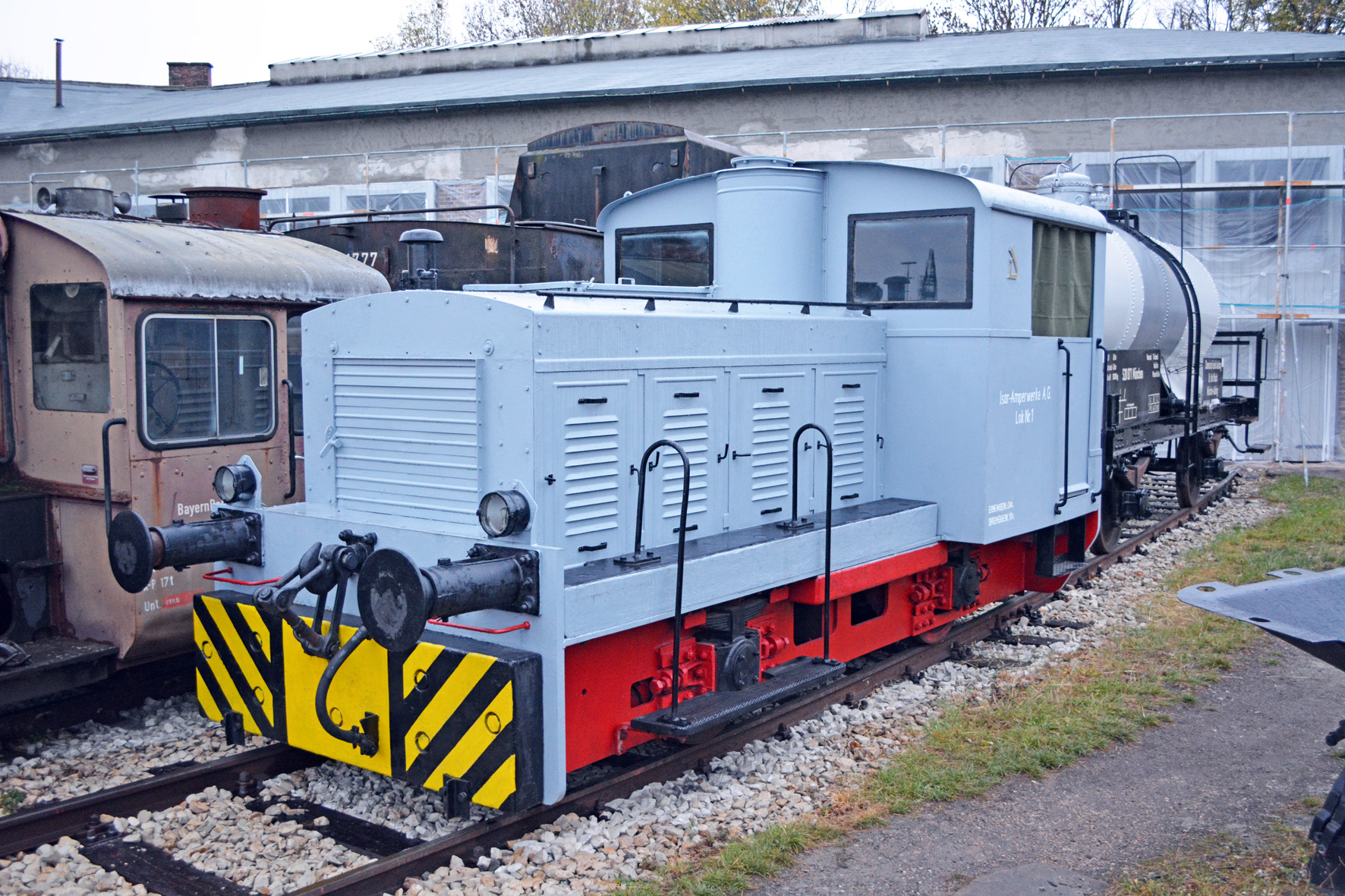
Lok Nr. 1 der Isar-Amperwerke AG im Bayerischen Eisenbahnmuseum in Nördlingen

Die Isar-Amperwerke AG entstand 1955 aus der Fusion der Amperwerke Elektrizitäts-AG und der Isarwerke AG, die zu diesem Zwecke die Aktiva der Isarwerke GmbH übernommen hatte. Im Jahr 2001 wurde das Unternehmen gemeinsam mit den vier bayerischen Regionalversorgern Energieversorgung Oberfranken AG, Großkraftwerke Franken, OBAG AG und Überlandwerk Unterfranken AG zur E.ON Bayern AG zusammengefasst, der heutigen Bayernwerk AG. Das ehemalige Firmenarchiv ist im Bayerischen Wirtschaftsarchiv gelagert.